# Pierre Brésolles
Pierre Brésolles   (Narbona, 10 de novembre de 1929 - Prada, 13 de gener de 2018), nascut Claire Brésolles, va ser un atleta francès que va córrer els 100 i 200 metres. En el seu palmarès destaca la segona posició en els relleus 4×100 metres i la tercera en la cursa dels 100 metres del Campionat d'Europa d'atletisme de 1946 a Oslo. Durant la dècada de 1950 es canvià de sexe i passà a ser conegut amb el nom de Pierre.